# Pervomaisc (Lenin), Stînga Nistrului
Pervomaisc este un sat din cadrul comunei Lenin din Unitățile Administrativ-Teritoriale din Stînga Nistrului, Republica Moldova. În anul 2004 satul avea 71 de locuitori, din care 50 moldoveni, 15 ucraineni și 5 ruși.